# ثنائي كلوريد ثنائي الكبريت
ثنائي كلوريد ثنائي الكبريت هو مركب كيميائي لاعضوي من الكلوريدات صيغته S2Cl2، ويوجد في الشروط القياسية على شكل سائل زيتي له لون أصفر إلى بني.

## التحضير
يمكن أن يحضر هذا المركب من التفاعل المباشر بين العناصر المكونة له من الكلور والكبريت:
{\displaystyle {\ce {2S + Cl2 -> S2Cl2}}}
يؤدي التفاعل مع كمية إضافية من الكلور إلى الحصول على ثنائي كلوريد الكبريت:
{\displaystyle \mathrm {S_{2}Cl_{2}+\ Cl_{2}\rightleftharpoons 2\ SCl_{2}} }

## الخواص
يوجد المركب في الشروط القياسية على شكل سائل زيتي له لون يتراوح بين الأصفر والبني، وله رائحة منفرة. يتحلل هذا المركب مع الماء بتفاعل حلمهة حيث يتشكل الكبريت وثنائي أكسيد الكبريت؛ في حين أن قابل للامتزاج مع مجموعة من المذيبات العضوية مثل الإيثانول والبنزين والكلوروفورم.

## الاستخدامات
يستخدم المركب مادةً أولية في المختبرات الكيميائية للحصول على مركبات الكبريت العضوية.